# Lingua bella coola
La lingua Bella Coola anche conosciuta come lingua Nuxalk, appartiene alla famiglia linguistica delle lingue salish parlata nelle vicinanze della città canadese di Bella Coola in Columbia Britannica dalla popolazione dei Nuxalk. In realtà, benché l'etnia conti 1660 persone, ormai solo meno di una ventina di essi parlano correntemente la lingua ed altri 510 la capiscono ma la parlano con difficoltà (dati 2014), per cui la lingua è da considerare in via d'estinzione.

## Nome
Bella Coola è il nome utilizzato dai linguisti, i nativi preferiscono il termine Nuxalk (o nuχalk) che si riferisce alla valle del "fiume Bella Coola". dove "Bella Coola" è una storpiatura del termine |bḷ́xʷlá che significa "straniero" in Lingua heiltsuk.

## Distribuzione geografica
Il Nuxalk è parlato nella zona di Bella Coola, ed era, originariamente, l'unica lingua salish della zona, essendo circondata da Lingue wakashan e Athabascan parlate dalle tribù circostanti.  Un tempo era parlato in più di 100 insediamenti, con dialetti diversi, ma al giorno d'oggi la maggior parte di questi insediamenti sono stati abbandonati e le differenze dialettali sono scomparse.

## Classificazione
Il Nuxalk appartiene alla famiglia Salish, il suo lessico è equidistante dai due grandi raggruppamenti di questa famiglia: salish della Costa Centrale e salish interno, ma condivide strutture fonologiche e morfologiche con le lingue centrali (ad esempio, l'assenza di faringali e la presenza di marcatori di genere). Nuxalk prende in prestito anche molte parole dalle lingue contigue Nord Wakashan, (soprattutto dal dialetto Heiltsuk), Athabascan e Tsimshian.

## Fonologia
Il Nuxalk ha 28 consonanti e solo tre vocali (/i/, /a/, /u/) che però hanno molti allofoni.

## Sillabe
La nozione di sillaba è assai forzata in Nuxalk in quanto ci si trova spesso di fronte a lunghe stringhe di consonanti senza alcuna vocale o altra sonorante. Questa è una caratteristica condivisa con le altre lingue Salish.
Ad esempio, le seguenti frasi o parole contengono solo da consonanti costrittive:
- [clhp'xwlhtlhplhhskwts]  'poi lui possedeva una pianta di Cornus suecica'
- [pʰs]   'forma, muffa'
- [pʼs]   'piegare'
- [pʼχʷɬtʰ]   'Cornus canadensis'
- [t͡sʰkʰtʰskʷʰt͡sʰ]   'lui è arrivato'
- [tʰt͡sʰ]   'ragazzino'
- [skʷʰpʰ]   'saliva'
- [spʰs]   'vento di nord-est'
- [tɬʼpʰ]   'tagliare con le forbici'
- [st͡sʼqʰ]   'grasso animale'
- [st͡sʼqʰt͡sʰtʰx]   'quello laggiù è il mio grasso (animale)'
- [sxs]   'grasso di foca'
- [tʰɬ]   'robusto'
- [qʼtʰ]   'tornare a riva'
- [qʷʰtʰ]   'storto'
- [kʼxɬɬtʰsxʷ sɬχʷtʰɬɬt͡s]   'tu avevi visto che ero andato attraverso un passaggio' (Nater 1984, p. 5)